# Grafkelder van Nassau-Usingen

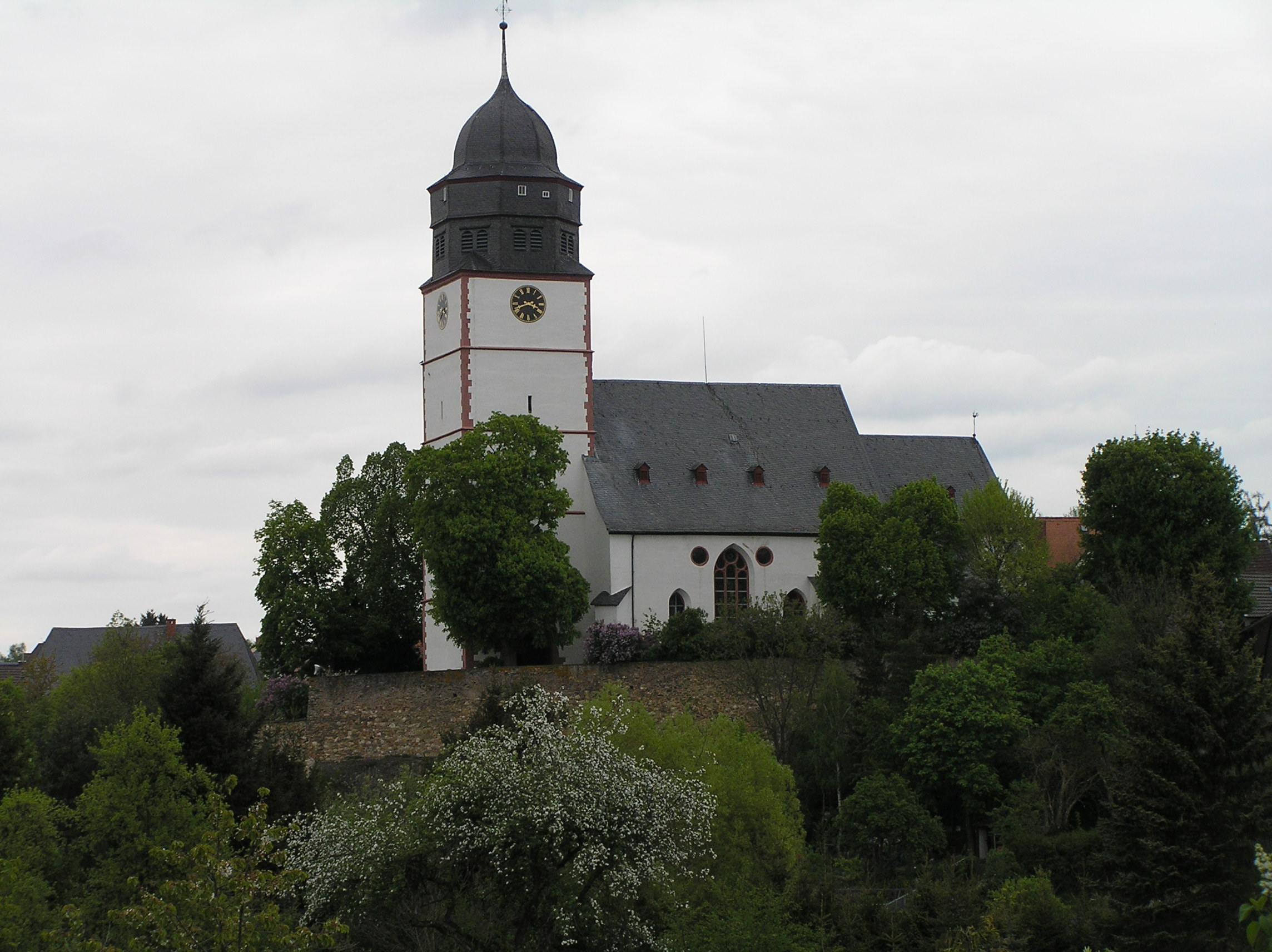
Laurentiuskerk te Usingen

De grafkelder van Nassau-Usingen is een grafkelder in de Laurentiuskerk te Usingen. Deze kerk werd gebruikt als de laatste rustplaats voor de leden van de zijtak Nassau-Usingen van het Huis Nassau. De crypte bevat alleen de kisten van de hieronder genoemde bijgezette personen, de eerdere bijzettingen vonden plaats in de zogenaamde Alte Gruft. De in de crypte aanwezige kisten kunnen worden bekeken en gefotografeerd. Op de kisten wordt vermeld wie in de kist rust.

## Begravenen
Hieronder een lijst met namen van de personen die in de Laurentiuskerk zijn bijgezet:
| Nr. | Naam                                        | Geboren       | Overleden  | Begraven  | Bijzonderheden                                          |
| --- | ------------------------------------------- | ------------- | ---------- | --------- | ------------------------------------------------------- |
| 1.  | Karel van Nassau-Usingen                    | 1-1-1712      | 21-6-1775  |           |                                                         |
| 2.  | Frederik Willem van Nassau-Usingen          | 30-7-1780     | 18-8-1780  |           | zoon van Frederik August van Nassau-Usingen             |
| 3.  | Hedwig Henriëtte van Nassau-Usingen         | 27-4-1714     | 17-11-1786 |           | dochter van Willem Hendrik I van Nassau-Usingen         |
| 4.  | Frederik Karel van Nassau-Usingen           | 17-6-1787     | 29-9-1787  |           | zoon van Frederik August van Nassau-Usingen             |
| 5.  | Johan Adolf van Nassau-Usingen              | 19-7-1740     | 10-12-1793 |           |                                                         |
| 6.  | Lodewijk van Nassau-Saarbrücken             | 3-1-1745      | 2-3-1794   | 5-3-1794  | herbegraven op 23-11-1995 in de Slotkerk te Saarbrücken |
| 7.  | Karel Willem van Nassau-Usingen             | 9-11-1735     | 17-5-1803  |           |                                                         |
| 8.  | Sophia Augusta van Nassau-Dillenburg        | 18-4-1666Jul. | 14-1-1733  | 1808      | dochter van Hendrik van Nassau-Dillenburg               |
| 9.  | Carolina Felicitas van Leiningen-Heidesheim | 22-5-1734     | 8-5-1810   |           | echtgenote van Karel Willem van Nassau-Usingen          |
| 10. | Louise Maria van Nassau-Usingen             | 18-6-1782     | 27-6-1812  |           | dochter van Frederik August van Nassau-Usingen          |
| 11. | Frederik August van Nassau-Usingen          | 23-4-1738     | 24-3-1816  |           |                                                         |
| 12. | Louise van Waldeck-Pyrmont                  | 29-1-1751     | 17-11-1816 |           | echtgenote van Frederik August van Nassau-Usingen       |
| 13. | Frederica van Nassau-Usingen                | 30-8-1777     | 28-8-1821  |           | dochter van Frederik August van Nassau-Usingen          |
| 14. | Frederica Victoria van Nassau-Usingen       | 21-2-1784     | 18-7-1822  |           | dochter van Frederik August van Nassau-Usingen          |
| 15. | Augusta Amalia van Nassau-Usingen           | 30-12-1778    | 16-7-1846  | 19-7-1846 | dochter van Frederik August van Nassau-Usingen          |

## Meer grafkelders
- Lijst van grafkelders van het huis Nassau